# Amata phaeochyta
Amata phaeochyta är en fjärilsart som beskrevs av Turner 1907. Amata phaeochyta ingår i släktet Amata och familjen björnspinnare. Inga underarter finns listade i Catalogue of Life.